# تدی کولک
تدی کولک (به عبری: טדי קולק) ‏ (زاده ۲۷ مه ۱۹۱۱ – درگذشته ۲ ژانویه ۲۰۰۷) شهردار اورشلیم از ۱۹۶۵ تا ۱۹۹۳ و از مشاوران برگزاری جشن‌های ۲۵۰۰ ساله شاهنشاهی در ایران بود.